# 李豐博
李豐博（1971年2月12日—2020年9月17日）是台灣電影導演、MV導演、作家、編劇、節目總監。國立政治大學廣播電視學系畢業，是華語樂壇家喻互曉的MV導演，曾以王力宏的音樂錄影帶「 W-H-Y 」入圍金曲獎最佳音樂錄影帶獎。電影作品有《殺手歐陽盆栽》、《搖滾本事》、《愛情靈藥》等。2020年9月17日，被發現於中國上海住處去世，年僅49歲，死因疑似為腦中風。

## 主要作品

### 電影
- 2002年 - 執導 愛情靈藥，監制：陳國富 ，主演：光良、陳升、戴立忍
- 2002年 - 執導 搖滾本事 五月天自傳式記錄電影
- 2010年 - 執導 殺手歐陽盆栽，監制：曾志偉，主演：蕭敬騰、林辰唏、周秀娜、黃立成、馬念先、張國柱、曾志偉

### MV
- 執導MV──周華健、鳳凰傳奇、任賢齊、劉若英、張震岳、伍思凱、楊乃文、陳小春、陳冠希、曾寶儀、糯米團、徐若瑄、順子、羅大佑、林曉培、潘瑋柏、陳奕迅、 王力宏、阿牛、李宇春、羽泉、馬天宇、張含韻、陳楚生、茶樂隊、艷樂隊等知名藝人音樂錄像帶作品。
- 王力宏《WHY》
- 張震嶽《愛的初體驗》、《改變》、《乾妹妹》、《勇氣》、《想太多》、《認輸》
- 周華健《有沒有那麽一首歌會讓你想起我》、《你說的對》、《一起吃苦的幸福》
- 李宇春《我的王國》、《漂浮地鐵》、《STOP》
- 劉若英《我曾愛過一個男孩》、《對面男生的房間》
- 潘瑋柏《壁虎漫步》、《咖喱辣椒》、《我的麥克風》
- 鳳凰傳奇《策馬奔騰》、《大聲唱》
- 阿杜《祝你快樂》
- 陳小春《情瘤桿菌》
- 陳楚生《癮閻維文：母愛無價》
- 徐若瑄《不愛了》、《DREAM》
- 任賢齊《出去就別回來》
- 羅大佑《美麗島》、《停不住的愛人》、《傾城之雨》、《綠色恐怖分子》
- 品冠《最想念的季節》
- 辛曉琪《玻璃》
- 亂彈阿翔 陶晶瑩《不用奇怪》
- 戴佩妮《時間快轉》
- 周渝民《愛在愛你》
- 林玉婷《拒絕不了》
- 陳明章《蘇澳來ㄟ末班車》
- 蕭瀟《愛要坦蕩蕩》
- 江美琪《第二眼美女》
- 上海世博會志願者主題歌-在你身邊
- 廣州亞運會主題歌曲-天涯共此時
- 音樂電影《無心》